# Sphaerokodisis tenuis
Sphaerokodisis tenuis is een zachte koraalsoort uit de familie Isididae. De koraalsoort komt uit het geslacht Sphaerokodisis. Sphaerokodisis tenuis werd in 1931 voor het eerst wetenschappelijk beschreven door Thomson & Rennet. 